# 布鲁诺·梅内格尔
布鲁诺·雷波里·梅内格尔（葡萄牙語：Bruno Reboli Meneghel，1987年6月3日—），简称布鲁诺·梅内格尔（Bruno Meneghel），是一名巴西职业足球运动员，司职前锋。

## 俱乐部生涯
布鲁诺·梅内格尔足球生涯开始于華斯高青年队。2005年，他升入一线队。
2009年4月5日，布鲁诺·梅内格尔加盟戈亚斯。
2012年7月，他转会加盟中国足球超级联赛球队青岛中能。2014年，布鲁诺加盟大连阿尔滨。2015年底合约到期离队，以自由身加盟大阪樱花，时隔半年后的2016年7月，布鲁诺重回中国加盟长春亚泰。